# Mistrzostwa Świata w Piłce Nożnej 2010 (eliminacje strefy UEFA)/Grupa 7
W Grupie 7 eliminacji do MŚ 2010 brały udział następujące zespoły:
- Francja
- Serbia
- Rumunia
- Austria
- Litwa
- Wyspy Owcze

## Tabela
| Miejsce | Drużyna     | Mecze | Punkty | Zwyc. | Rem. | Por. | Bramki |
| ------- | ----------- | ----- | ------ | ----- | ---- | ---- | ------ |
| 1       | Serbia      | 10    | 22     | 7     | 1    | 2    | 22-8   |
| 2       | Francja     | 10    | 21     | 6     | 3    | 1    | 18-9   |
| 3       | Austria     | 10    | 14     | 4     | 2    | 4    | 14-15  |
| 4       | Litwa       | 10    | 12     | 4     | 0    | 6    | 10-11  |
| 5       | Rumunia     | 10    | 12     | 3     | 3    | 4    | 12-18  |
| 6       | Wyspy Owcze | 10    | 4      | 1     | 1    | 8    | 5-20   |

|             | Austria | Wyspy Owcze | Francja | Litwa | Rumunia | Serbia |
| ----------- | ------- | ----------- | ------- | ----- | ------- | ------ |
| Austria     | X       | 3:1         | 3:1     | 2:1   | 2:1     | 1:3    |
| Wyspy Owcze | 1:1     | X           | 0:1     | 2:1   | 0:1     | 0:2    |
| Francja     | 3:1     | 5:0         | X       | 1:0   | 1:1     | 2:1    |
| Litwa       | 2:0     | 1:0         | 0:1     | X     | 0:1     | 2:1    |
| Rumunia     | 1:1     | 3:1         | 2:2     | 0:3   | X       | 2:3    |
| Serbia      | 1:0     | 2:0         | 1:1     | 3:0   | 5:0     | X      |

## Wyniki
| 6 września 2008 20.00 CET | Rumunia | 0-3(0-1) | Litwa · Stankevičius 33' · Mikoliūnas 70' · Kalonas 86' | Stadionul Dr. Constantin Rădulescu, Kluż-Napoka · Widzów: 14 000 · Sędzia: Alan Kelly ( Irlandia) |
|                           |         |          |                                                         |                                                                                                   |

| 6 września 2008 20.15 CET | Serbia · Jacobsen 31' (sam.) · Žigić 88' | 2-0(1-0) | Wyspy Owcze | Stadion Crvena zvezda, Belgrad · Widzów: 9 165 · Sędzia: Aleksiej Nikołajew ( Rosja) |
|                           |                                          |          |             |                                                                                      |

| 6 września 2008 20.25 CET | Austria · Mexès 14' (sam.) · Aufhauser 41' · Ivanschitz 72' (k) | 3-1(2-0) | Francja · Govou 61' | Ernst Happel Stadion, Wiedeń · Widzów: 48 000 · Sędzia: Claus Bo Larsen ( Dania) |
|                           |                                                                 |          |                     |                                                                                  |

| 10 września 2008 17:30 CET | Litwa · Danilevičius 52' 58' | 2-0(0-0) | Austria | Sūduvos stadionas, Mariampol · Widzów: 4 500 · Sędzia: Paolo Tagliavento ( Włochy) |
|                            |                              |          |         |                                                                                    |

| 10 września 2008 18.30 CET | Wyspy Owcze | 0-1(0-0) | Rumunia · Cociș 59' | Tórsvøllur, Thorshavn · Widzów: 805 · Sędzia: Marijo Strahonja ( Chorwacja) |
|                            |             |          |                     |                                                                             |

| 10 września 2008 21.00 CET | Francja · Henry 54' · Anelka 64' | 2-1(0-0) | Serbia · 76' Ivanović | Stade de France, Saint-Denis · Widzów: 53 027 · Sędzia: Olegário Benquerença ( Portugalia) |
|                            |                                  |          |                       |                                                                                            |

| 11 października 2008 17.00 CET | Wyspy Owcze · Løkin 47' | 1–1(0-0) | Austria · Stranzl 49' | Tórsvøllur, Thorshavn · Widzów: 1 800 · Sędzia: Darko Ceferin ( Słowenia) |
|                                |                         |          |                       |                                                                           |

| 11 października 2008 20.15 CET | Serbia · Ivanović 6' · Krasić 34' · Žigić 82' | 3–0(2-0) | Litwa | Stadion Crvena zvezda, Belgrad · Widzów: 22 000 · Sędzia: Manuel Mejuto González ( Hiszpania) |
|                                |                                               |          |       |                                                                                               |

| 11 października 2008 20.40 CET | Rumunia · Petre 6' · Goian 17' | 2–2(2-1) | Francja · Ribéry 36' · Gourcuff 69' | Stadion Farul, Konstanca · Widzów: 12 800 · Sędzia: Frank De Bleeckere ( Belgia) |
|                                |                                |          |                                     |                                                                                  |

| 15 października 2008 18.00 CET | Litwa · Danilevičius 20' | 1–0(1-0) | Wyspy Owcze | Stadion im. S. Dariusa i Girėnasa, Kowno · Widzów: 5 000 · Sędzia: Costas Kapitanis ( Cypr) |
|                                |                          |          |             |                                                                                             |

| 15 października 2008 20.30 CET | Austria · Janko 80' | 1–3(0-3) | Serbia · Krasić 15' · Jovanović 18' · Obradović 24' | Ernst Happel Stadion, Wiedeń · Widzów: 47 998 · Sędzia: Michael Riley ( Anglia) |
|                                |                     |          |                                                     |                                                                                 |

| 28 marca 2009 19.45 CET | Rumunia · Marica 50' · Stoica 74' | 2-3(0-2) | Serbia · Jovanović 17' · Stoica 44' (sam.) · Ivanović 59' | Stadion Farul, Konstanca · Widzów: 15 000 · Sędzia: Matteo Trefoloni ( Włochy) |
|                         |                                   |          |                                                           |                                                                                |

| 28 marca 2009 20.45 CET | Litwa | 0–1(0-0) | Francja · Ribéry 67' | Stadion im. S. Dariusa i Girėnasa w Kownie, Kowno · Widzów: 8 700 · Sędzia: Eric Braamhaar ( Holandia) |
|                         |       |          |                      | |

| 1 kwietnia 2009 20.30 CET | Austria · Hoffer 26' 44' | 2–1(2-1) | Rumunia · Tanase 24' | Hypo-Arena, Klagenfurt · Widzów: 23 000 · Sędzia: Craig Thomson ( Szkocja) |
|                           |                          |          |                      |                                                                            |

| 1 kwietnia 2009 21.00 CET | Francja · Ribéry 75' | 1–0(0-0) | Litwa | Stade de France, Saint-Denis · Widzów: 79 543 · Sędzia: Howard Webb ( Anglia) |
|                           |                      |          |       |                                                                               |

| 6 czerwca 2009 | Serbia · Milijaš 7' (k) | 1–0(1-0) | Austria | Stadion Crvena zvezda, Belgrad · Widzów: 41 000 · Sędzia: Pieter Vink ( Holandia) |
|                |                         |          |         |                                                                                   |

| 6 czerwca 2009 | Litwa | 0–1(0-1) | Rumunia · Marica 38' | Stadion Sūduva, Mariampol · Widzów: 5 850 · Sędzia: Jonas Eriksson ( Szwecja) |
|                |       |          |                      |                                                                               |

| 10 czerwca 2009 | Wyspy Owcze | 0–2(0-1) | Serbia · Jovanović 43' · Subotić 61' | Tórsvøllur, Thorshavn · Widzów: 2 896 · Sędzia: Meir Levi ( Izrael) |
|                 |             |          |                                      |                                                                     |

| 12 sierpnia 2009 | Wyspy Owcze | 0-1(0-1) | Francja · Gignac 39' | Tórsvøllur, Thorshavn · Widzów: 2 974 · Sędzia: Michael Koukoulakis ( Grecja) |
|                  |             |          |                      |                                                                               |

| 5 września 2009 | Austria · Maierhofer 1' · Janko 16' 59' (k) | 3–1(2-0) | Wyspy Owcze · Olsen 83' | UPC-Arena, Graz · Widzów: 12 300 · Sędzia: Marco Borg ( Malta |
|                 |                                             |          |                         |                                                               |

| 5 września 2009 | Francja · Henry 48' | 1–1(0-0) | Rumunia · Escudé 56' (samobój) | Stade de France, Saint-Denis · Widzów: 78 209 · Sędzia: Ivan Bebek ( Chorwacja |
|                 |                     |          |                                |                                                                                |

| 9 września 2009 | Rumunia · Bucur 54' | 1–1(0-0) | Austria · Schiemer 83' | Stadion Steaua, Bukareszt · Widzów: 7 505 · Sędzia: Martin Atkinson ( Anglia |
|                 |                     |          |                        |                                                                              |

| 9 września 2009 | Serbia · Milijaš 12' (k) | 1–1(1-1) | Francja · Henry 36' | Stadion Crvena zvezda, Belgrad · Widzów: 49 456 · Sędzia: Roberto Rosetti ( Włochy |
|                 |                          |          |                     |                                                                                    |

| 9 września 2009 | Wyspy Owcze · Olsen 13' · Hansen 34' | 2–1(2-1) | Litwa · Danilevičius 22' (k) | Svangaskarð, Toftir · Widzów: 1 942 · Sędzia: István Vad ( Węgry |
|                 |                                      |          |                              |                                                                  |

| 10 października 2009 | Austria · Janko 16' · Wallner 80' (k) | 2-1(1-0) | Litwa · Stankevičius 66' | Tivoli Neu, Innsbruck · Widzów: 14 200 · Sędzia: Serge Gumienny ( Belgia) |
|                      |                                       |          |                          |                                                                           |

| 10 października 2009 | Serbia · Žigić 37' · Pantelić 50' · Kuzmanović 78' · Jovanović 86' 90+3' | 5-0(1-0) | Rumunia | Stadion Crvena zvezda, Belgrad · Widzów: 39 839 · Sędzia: Costas Kapitanis ( Cypr) |
|                      |                                                                          |          |         |                                                                                    |

| 10 października 2009 | Francja · Gignac 34' 39' · Gallas 53' · Anelka 86' · Benzema 88' | 5-0(2-0) | Wyspy Owcze | Stade du Roudourou, Guingamp · Widzów: 16 755 · Sędzia: Robert Małek ( Polska) |
|                      |                                                                  |          |             |                                                                                |

| 14 października 2009 | Francja · Benzema 18' · Henry 26' · Gignac 66' | 3-1(2-0) | Austria · Janko 48' | Stade de France, Saint-Denis · Widzów: 78 000 · Sędzia: Pedro Proença ( Portugalia) |
|                      |                                                |          |                     |                                                                                     |

| 14 października 2009 | Litwa · Kalonas 18' (k) · Stankevičius 67' (k) | 2-1(1-0) | Serbia · Tošić 59' | Stadion Sūduva, Mariampol · Widzów: 2 000 · Sędzia: Anton Guenow ( Bułgaria) |
|                      |                                                |          |                    |                                                                              |

| 14 października 2009 | Rumunia · Apostol 16' · Bucur 65' · Mazilu 88' | 3-1(1-0) | Wyspy Owcze · á Bø 83' | Stadion Ceahlăul, Piatra Neamț · Widzów: 10 500 · Sędzia: Aleksandr Gwardis ( Rosja) |
|                      |                                                |          |                        |                                                                                      |